# Murau
Murau je hlavní město okresu Murau ve spolkové zemi Štýrsko v Rakousku ležící na řece Muře. Žije zde přibližně 3 600 obyvatel.

## Historie
Oblast byla osídlena již v době bronzové a době římské říše byla trvale obydlena. První písemná zmínka o Murau je z roku 1250. V roce 1298 bylo uděleno městské právo.
Během druhé světové války byl v místě zřízen koncentrační tábor Wehrmachtu. Na konci války zde byli umístěni hlavně váleční zajatci z britského království. Dne 1. května 1945 byli vězňové propuštěni kvůli příchodu sovětských vojsk. Ve skutečnosti se Sověti vrátili a město přenechali Britům. Město zůstalo v britské okupační zóně až do roku 1955. S nápadem na propuštění britských zajatců přišel městský radní Karl Brunner, který byl krátce předtím propuštěn z vězení ve Štýrském Hradci.

## Hospodářství a infrastruktura
Murau je známé jako úřední, školní a obchodní město, pověřené správou okolí horního údolí Murtalu. Kromě toho je významným střediskem zimní turistiky (lyžařské zázemí na Frauenalpe a na Kreischbergu). Pivovar Murau kromě piva vyrábí také další nápoje. Jsou zde také závody dřevozpracujícího průmyslu. Elektrickou energii vyrábí městská vodní elektrárna.

### Doprava
Je tu stanice a provozní ústředí železnice Murtalbahn. Městem procházejí dvě silnice: Murauer Straße (B97) do Predlitz a Murtal Straße (B96) dolů.

## Pamětihodnosti

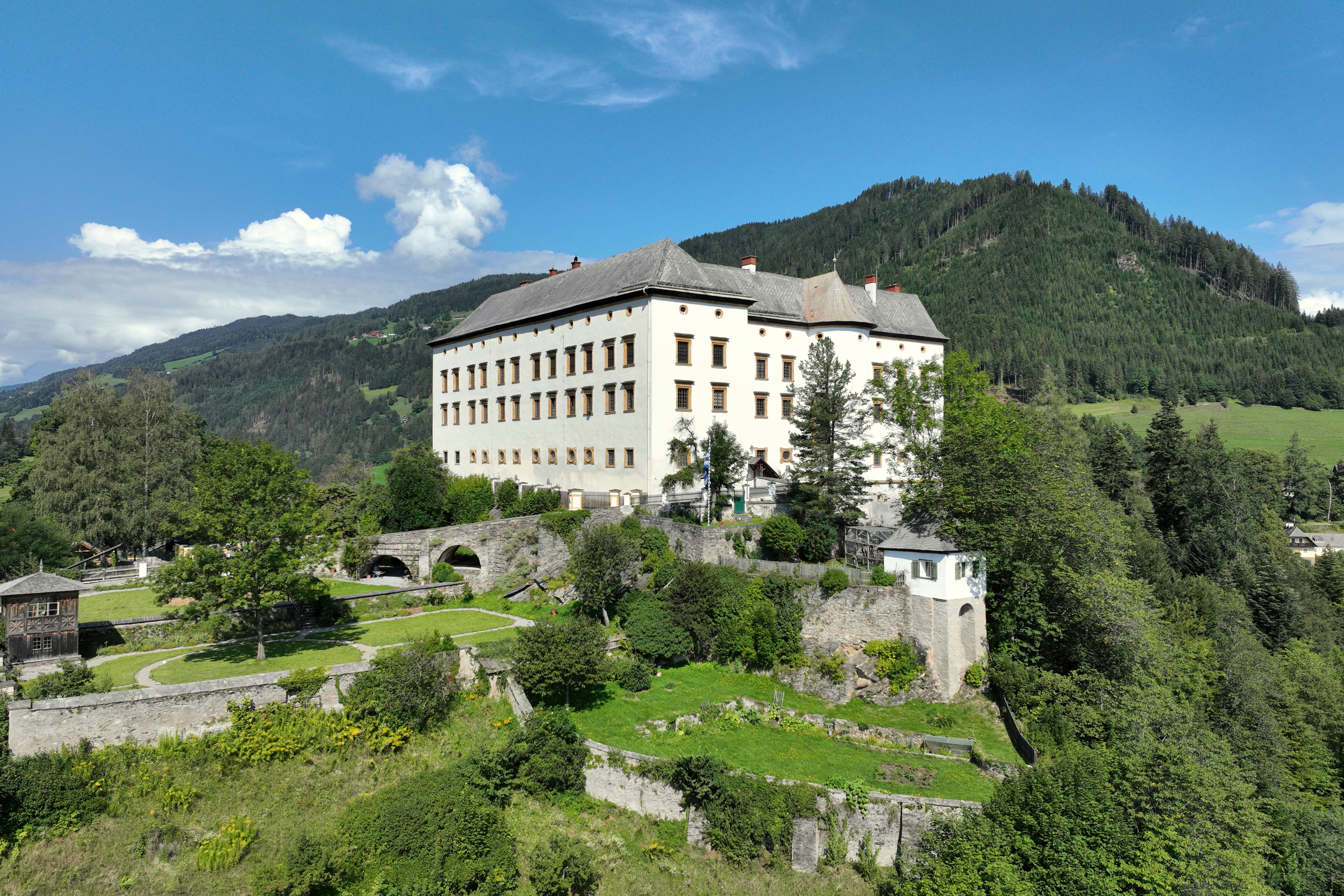
Zámek Murau, svého času v majetku knížete Karala ze Schwarzenbergu

- Barokně přestavěný zámek Obermurau s rytířským sálem a rozsáhlým vězením. Koncertní síň slouží pro koncerty. Dnes ve vlastnictví Schwarzenbergů.
- Městský kostel svatého Matouše, vysvěcený roku 1296 biskupem z Lavanttalu. Raná gotika, zachovalé fresky (rakouská jedinečnost). Pozdně románská věž nad křížením se šesti zvony.
- Kostel svaté Anny je hřbitovním kostelem města Murau. Byl postavený kolem roku 1400, má křížovou žebrovou klenbu, gotický skládací oltář a hlavní barokní oltář se sousoším sv. Anny, Panny Marie a Ježíše s bohatou freskovou výzdobou a okenním zasklením. Stavba stojí údajně na nalezišti ukradených nejsvětějších svátostí.
- Kostel svatého Linharta, štíhlá a vysoká stavba postavená v gotickém slohu, je součástí hradních staveb v Murau a byl poprvé zmíněný v roce 1439. Západně je kaple svatého hrobu se skupinou ukřižování. Hradní hora je zelené barvy s kostelem svatého Linharta s křížovou cestou v uměleckém provedení.
- Městské hradby a brány jsou částečně zachovalé.
- Další kostel evangelický a ostatní katolické.
- Někdejší šibenice při cestě do Ranten, sestává ze tří kamenných sloupů a obvodové zdi.

## Kultura
- Evropské Shakespearovy dny jsou každoroční kulturní událostí, kterou založil v roce 2002 Nick Allen a Rudolph J. Wojta. Uměleckým vedoucím je od roku 2007 Dr. Daniel „Dan“ Winder, který působil jako režisér i v Londýně. Pořadatelem festivalu je sdružení „Shakespeare in Styria“. Mladí herci a studenti z celé Evropy se seznamují s originálním shakespearovským jazykem v inscenacích, které předvádí na zámeckém nádvoří, koncerty a čtení provádí v rytířském sále.
- Operetní festival je od roku 1998 pevnou součástí kulturního života v Murau.
- Murauské každoroční divadelní inscenace jsou středem pozornosti.

## Osobnosti

### Rodáci
- Anna Neumannová z Wasserleonburgu paní z Murau – šlechtična, majitelka panství a hradu Murau
- Mathias Edlinger († 1645) – kameník a sochař ve Vídeňském Novém Městě
- Johann Gualbert Raffalt (1836–1865) – malíř, syn Ignaze Raffalta
- Fritz Haas (1890–1968) – architekt
- Brunner & Brunner Karl (*1955) a Johann (*1958) – duo zpěváků šlágrů

### Zasloužilé osoby
- Oldřich z Lichtenštejna (asi 1200–1275) – minnesanger a básník
- Ignaz Raffalt (1800–1857) – malíř biedermeieru
- Klaus Ofner (*1968) – lyžař
- Christoph Sumann (*1976) – biatlonista

## Partnerská města
- Fagagna ve Friaul-Julisch Venetien, Provincie Udine, Itálie